# Flangebouche
Flangebouche é uma comuna francesa na região administrativa de Borgonha-Franco-Condado, no departamento de Doubs. Estende-se por uma área de 23,27 km². Em 2010 a comuna tinha 802 habitantes (densidade: 34,5 hab./km²).